# Frans Vasen
Franciscus Johannes Petrus (Frans) Vasen (Heemstede, 15 november 1930 – Den Haag, 26 november 1995) was een Nederlands acteur die ook vaak in hoorspelen te beluisteren was, zoals in Zonder angst of haat uit 1977.
Vasen is getrouwd geweest met de actrice Maya Bouma.

## Filmografie
- Het wonderlijke leven van Willem Parel (1955)
- Goede reis (1959)
- De vergeten medeminnaar (1963)
- De dertig seconden (1964)
- Swiebertje (1969/1970)
- Turks Fruit (1973)
- Het meisje met het rode haar (1981)
- De smaak van water (1982)